# Johan Fredrik Muncktell
Johan Fredrik Muncktell, född 26 september 1764 på Korsarvet i Stora Kopparbergs socken i Kopparbergs län, död  5 mars 1848 i Irsta socken i Västmanlands län, var en svensk präst och herdaminnesutgivare. Han var far till industrimannen Theofron Munktell.
Muncktell var komminister i Kärrbo, Västmanlands län 1795–1815, kyrkoherde i Sevalla 1815–1820 och i Irsta 1820. Han blev prost honoris causa 1815.
Han är mest känd för sitt arbete Westerås stifts herdaminne, utgivet 1843–1846 efter femtio års förarbeten och som ger en grundlig kännedom om stiftets historia. Han blev ledamot av Kungliga Samfundet för utgivande av handskrifter rörande Skandinaviens historia 1834 och utnämndes 1844 till teologie doktor.
Baserad på en handskrift i Västerås stiftsbibliotek utgavs 1979–1982 två band av Prosten Muncktells dagbok, volym 1 Kärrbo 1814–1816 och volym 2 Sevalla 1816–1821, sammanlagt nära 900 sidor. En tredje del, Irsta 1821–1829, utgavs 1995 av Irsta hembygdsförening.